# Brasilidina A
La brasilidina A es un alcaloide indólico aislado de Nocardia brasiliensis. Es un sólido amarillo amorfo. 

## Datos espectroscópicos
IR(filme) vmax: 2925, 2955, 2105, 1595, 1520, 1475, 1380,1245, 1120, 1065, 740 cm-1
UV (EtOH) [Neutro]λmax204 (ε1800) ;220;268 (ε40000) ;332 (ε20000) (EtOH)
1H NMR:(CDCl3, 600 MHz) δ 1.96 (3H, brs,H3-16), 3.88 (3H, s, H3-17), 5.11 (1H, s, H-15b), 5.19 (1H,s, H-15a), 6.25 (1H, d, J ) 15.3 Hz, H-12), 6.65 (1H, d,J ) 15.3 Hz, H-13), 6.82 (1H, brs, H-10), 7.23 (1H, ddd,J ) 1.0, 7.0, 8.0 Hz, H-6), 7.31 (1H, ddd, J ) 1.0, 7.1,8.0 Hz, H-7), 7.37 (1H, brd, J ) 8.1 Hz, H-8), 7.69 (1H,brd, J ) 8.1 Hz, H-5), 8.06 (1H, s, H-2).
13C NMR (CDCl3, 150 MHz) ä 18.8 (q, C-16), 33.4 (q, C-17), 109.7 (s, C-3), 109.8 (d, C-8), 118.1 (d, C-5), 118.1 (s, C-11), 118.5 (t, C-15), 120.7 (d, C-6), 121.3 (d, C-10), 123.0 (d, C-7), 123.4 (d, C-12), 127.8 (s, C-4), 130.6 (d, C-2), 131.7(d, C-13), 136.3 (s, C-9), 141.0 (s, C-14), 169.7 (s, C-18).

## Actividad biológica
La brasilidina A es un nuevo alcaloide indólico que tiene un grupo isonitrilo conjugado a un trieno. La brasilidina A exhibe citotoxicidad contra varias células antitumorales P388/ADM (IC50, 0.56 μg/mL) y CHO/MDR (IC50, 3.43 μg/mL). Es activo contra el hongo Aspergillus niger (MIC, 0.39 μg/mL) y Mycobacterium smegmatis (MIC, 0.78 íg/mL).